# KooKoo

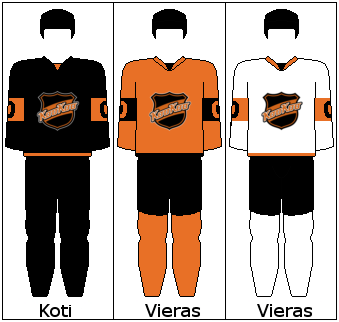

Kouvolan Kiekko-65, meist kurz KooKoo (KK) genannt, ist ein finnischer Eishockeyverein aus Kouvola, der 1965 gegründet wurde und in der Liiga spielt. Ihre Heimspiele absolviert die Mannschaft in der 6200 Plätze bietenden Lumon Areena.
1987 gewann die Mannschaft die Meisterschaft der I-divisioona, der damals zweithöchsten finnischen Liga. Die größten Erfolge der Mannschaft in der Mestis waren bis 2014 die Vizemeisterschaft 2002 sowie der dritte Platz der Saison 2002/03.
In der Saison 2013/14 wurde KooKoo sportlicher Meister der zweithöchsten Spielklasse, trotzdem wurde ihnen der Aufstieg verweigert, da der Ligakonkurrent Vaasan Sport bessere wirtschaftliche Voraussetzungen bot. Im Oktober 2014 wurde beschlossen, KooKoo zur Saison 2015/16 in die Liiga aufzunehmen, da der Verein das Budget deutlich erhöht hatte.

## Spieler

### Gesperrte Trikotnummern
- #36 Mikko Outinen
- #81 Timo Nurmberg

### Bekannte ehemalige Spieler
- Mika Alatalo
- Lou Dickenson
- Jarkko Glad
- Carl Grahn
- Jarkko A. Immonen
- Mikko Jokela
- Olli Julkunen
- Pasi Järvinen
- Sami Kaartinen
- Ville Kiiskinen
- Tero Konttinen
- Ville Lajunen
- Mikko Liukkonen
- Ossi Louhivaara
- Simo Mälkiä
- Mikko Pukka
- Tomi Pöllänen
- Teemu Ramstedt
- Mikko Rautee
- Olle Sildre
- Niki Sirén
- Vili Sopanen
- Jari Suorsa
- Harri Tikkanen
- Tuomas Vänttinen
- Juhamatti Yli-Junnila
- Donald Fraser
- Harri Haapaniemi
- Hannu Kamppuri
- Sergei Karpow
- Tatu Kattelus
- Risto Kerminen
- Jarno Kultanen
- Ari Kotro
- Mikko Laaksonen
- Jimmy Leavins
- Marko Loponen
- Reijo Mansikka
- Andrejs Maticins
- Mikko Mattila
- Anssi Melametsä
- Jarmo Myllys
- Harri Niukkanen
- Timo Nurmberg
- Mikko Outinen
- Steve Peters
- Tommi Pohja
- Seppo Repo
- Jouni Rinne
- Aki Räisänen
- Normunds Sējējs
- Esa Sirén
- Timo Susi
- Wiktor Tjumenew
- Petri Varis
- Gary Yaremchuk
- Josh Green
- Leland Irving
- Siim Liivik
- Malte Strömwall

## Spielstätte

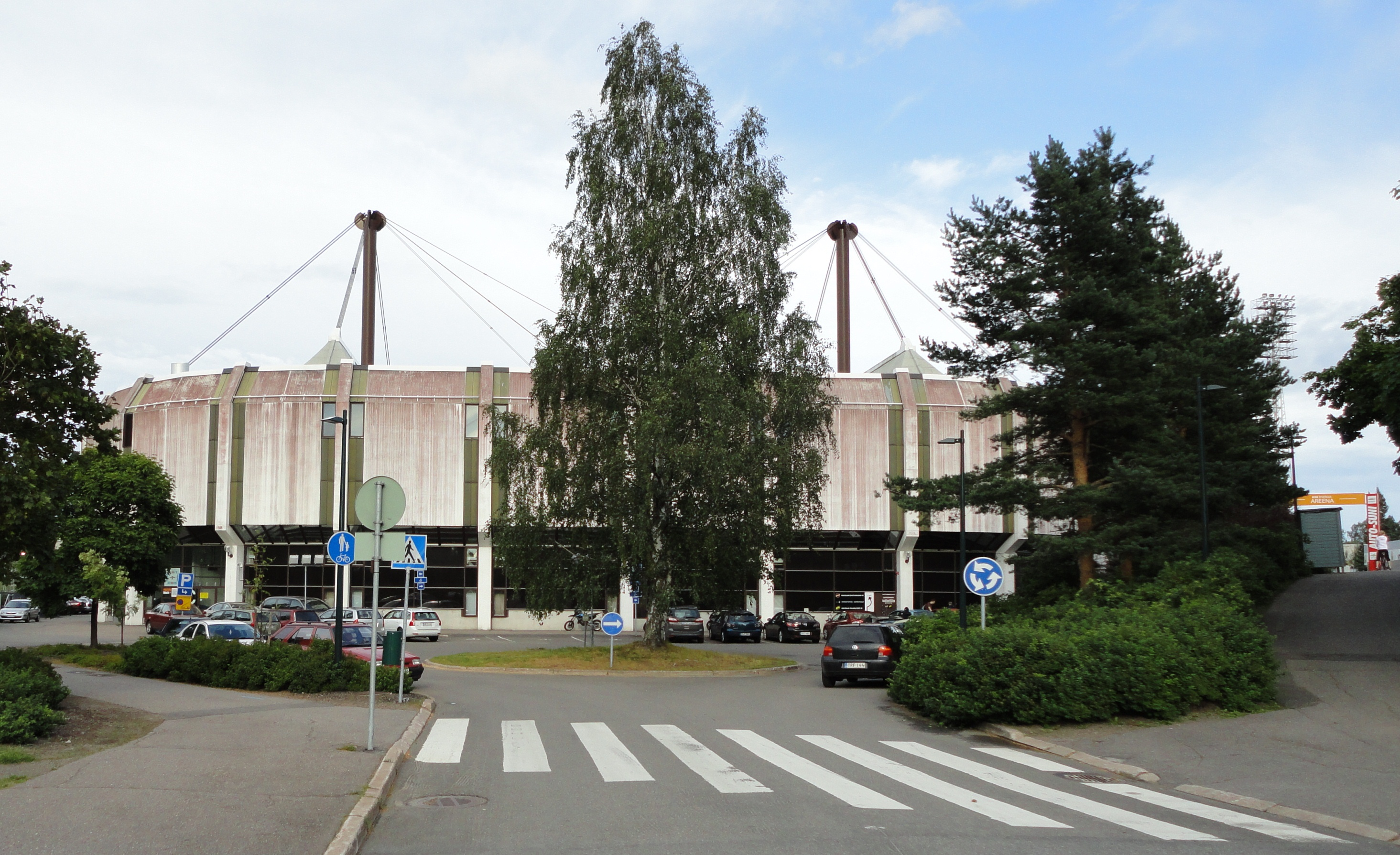
Außenansicht der Lumon Areena

KooKoo trägt seine Heimspiele in der Lumon Areena aus, die 6.200 Zuschauer Platz bietet und damit zu den größten Eishallen Finnlands zählt. Zudem ist sie damit die zweitgrößte Eishalle der Mestis. 1985 stellte KooKoo in einem Spiel gegen Saimaan Pallo mit 5.350 Zuschauern den Zuschauerrekord für die Eishalle auf.